# Pfakofen
Pfakofen is een plaats in de Duitse deelstaat Beieren, en maakt deel uit van het Landkreis Regensburg.
Pfakofen telt 1.637 inwoners.
Alteglofsheim ·
Altenthann ·
Aufhausen ·
Bach a.d.Donau ·
Barbing ·
Beratzhausen ·
Bernhardswald ·
Brennberg ·
Brunn ·
Deuerling ·
Donaustauf ·
Duggendorf ·
Hagelstadt ·
Hemau ·
Holzheim a.Forst ·
Kallmünz ·
Köfering ·
Laaber ·
Lappersdorf ·
Mintraching ·
Mötzing ·
Neutraubling ·
Nittendorf ·
Obertraubling ·
Pentling ·
Pettendorf ·
Pfakofen ·
Pfatter ·
Pielenhofen ·
Regenstauf ·
Riekofen ·
Schierling ·
Sinzing ·
Sünching ·
Tegernheim ·
Thalmassing ·
Wenzenbach ·
Wiesent ·
Wörth a.d.Donau ·
Wolfsegg ·
Zeitlarn